# 奈央晃德
奈央晃德（日语：なお あきなり），是日本漫畫家，千葉縣山武郡出身，第73回週刊少年Magazine新人漫畫獎入圍。大學在學時期曾任朝基勝士與小林尽的漫畫助手。

## 作品
- 超異能少年（日语：サイコバスターズ）、原名、（原作：青樹佑夜、2006年- 2008年、Magazine SPECIAL、單行本全7卷）
- 小魔女計時器（日语：カウントラブル）、原名、（2009年12月- 2012年12月、別冊少年Magazine、單行本全7卷）
- TRINITY SEVEN 魔道書7使者、原名、（原作：齊藤健二、2011年1月-連載中、月刊Dragon Age、單行本已出版31卷）
- 我立於百萬生命之上、原名、（原作：山川直輝、2016年7月号-連載中、別冊少年Magazine、單行本已出版20卷）

## 師匠
- 朝基勝士
- 小林尽

## 外部連結
- 奈央晃德的X（前Twitter）